# Musaranya de Peters
La musaranya de Peters (Crocidura gracilipes) és una espècie de mamífer eulipotifle de la família de les musaranyes (Soricidae). Hom creu que viu a Tanzània.